# Atanas Usunow (Offizier)

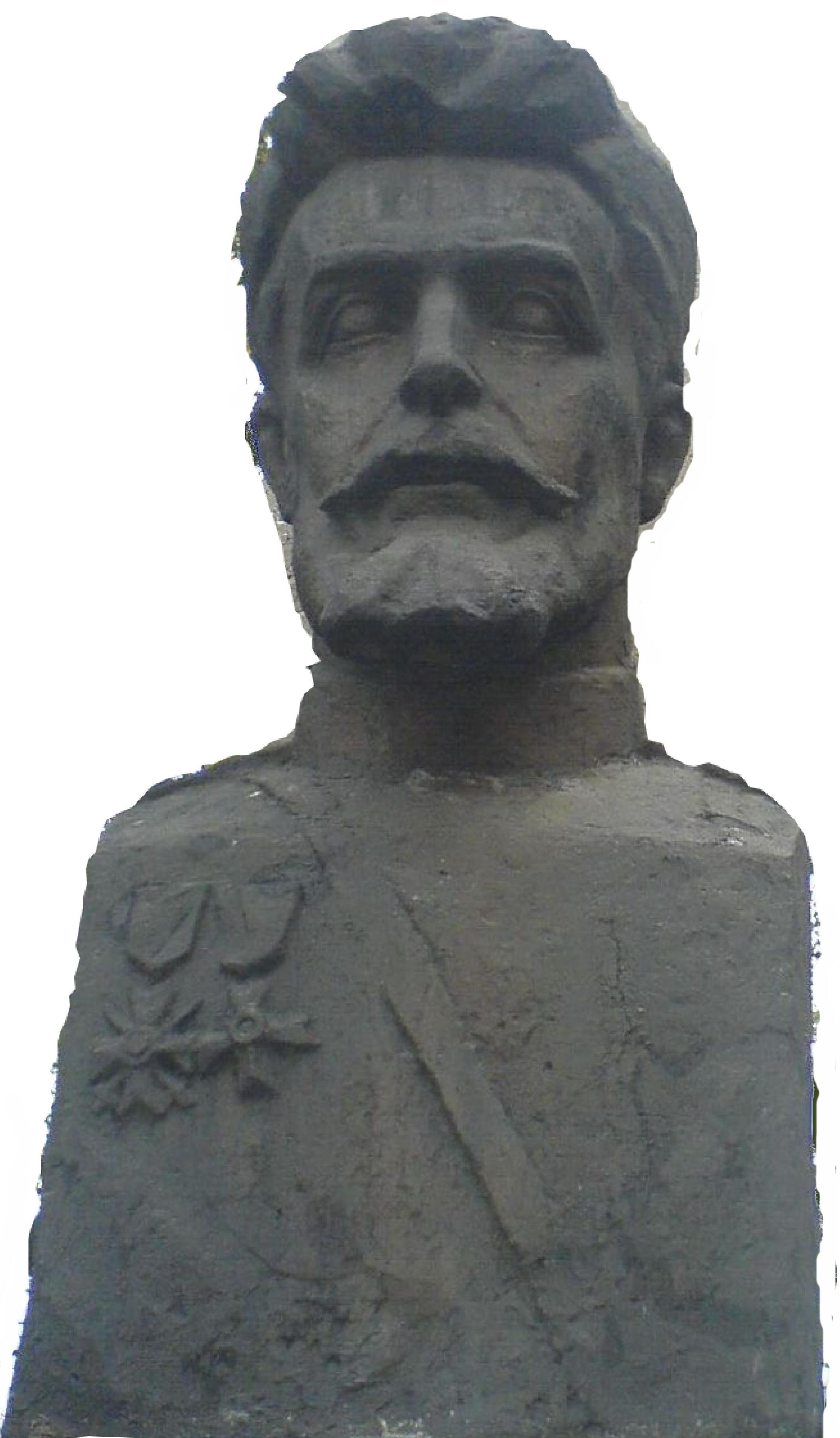
Büste von Usunow

Atanas Usunow (auch Atanas Uzunov geschrieben, bulgarisch Атанас Узунов; * 1857 in Russe; † 22. Februar 1887 ebenda) war ein bulgarischer Freiheitskämpfer und Offizier, der die bulgarische Verteidigung bei Widin im Serbisch-Bulgarischen Krieg (1886) anführte. Er nahm außerdem am Serbisch-türkischen Krieg 1876 und am Russisch-Osmanischen Krieg (1877–1878) teil.
1887 beteiligte er sich an einem pro-russischen Putsch. Der Putsch scheiterte jedoch, Usunow wurde mit weiteren sieben Mitstreitern, darunter Olimpij Panow, zum Tode verurteilt und nahe der Stadt Russe exekutiert.